# テレビアニメ版美少女戦士セーラームーンのサウンドトラック
テレビアニメ版美少女戦士セーラームーンのサウンドトラックでは、テレビアニメシリーズ『美少女戦士セーラームーン』およびその劇場版アニメのサウンドトラックについて述べる。

## 美少女戦士セーラームーン 〜音楽集〜
『美少女戦士セーラームーン 〜音楽集〜』（-おんがくしゅう）は、テレビアニメの美少女戦士セーラームーンの1stサウンドトラック作品。1992年7月1日に日本コロムビアより発売された。全11曲。イラストカパーは只野和子が、演奏をコロムビア・オーケストラが担当している。
テレビアニメ『美少女戦士セーラームーン』前期のBGMとして有澤孝紀が制作した全9曲を収録。また、主題歌の『ムーンライト伝説』と『Heart Moving』両曲のマキシ・バージョンも収録している。
曲目リスト
1. ムーンライト伝説 [2:55]
  - 作詞：小田佳奈子／作曲：小諸鉄也／編曲：池田大介／歌：DALI
  - テレビアニメ『美少女戦士セーラームーン』オープニングテーマ主題歌
2. あたしだって普通の女の子 [6:29]
3. 本当に選ばれた戦士なの? [6:43]
4. 星空はミステリアス [6:08]
5. おっちょこちょいは生まれつき [6:49]
6. 恋する乙女心 [6:53]
7. 誰かが狙われている [7:18]
8. 夢見るおだんごアタマ [7:29]
9. 夕暮れ時は妖魔の予感 [7:02]
10. ムーン・プリズム・パワー・メイクアップ! [7:37]
11. Heart Moving [2:55]
  - 作詞：津島義昭／作曲：さとうかずお／編曲：さとうかずお／歌：高松美奈絵
  - テレビアニメ『美少女戦士セーラームーン』前期エンディングテーマ

## 美少女戦士セーラームーンR -音楽集-
『美少女戦士セーラームーンR -音楽集-』（-おんがくしゅう）は、テレビアニメ『美少女戦士セーラームーンR』のサウンドトラック。1993年4月1日に日本コロムビアより発売された。全10曲に収録。
有澤孝紀がテレビアニメ『美少女戦士セーラームーンR』の劇伴作曲を担当し、全10曲が収録されている。エンディングテーマ「乙女のポリシー」とイメージソング「好きと言って」でも収録。カバーイラストは只野和子。
曲目リスト
1. 乙女のポリシー（歌：石田よう子） [3:14]
2. 友情、そして愛 [6:18]
3. 魔界樹 [5:48]
4. 私が戦う [6:04]
5. 清く、明るく、△×□§... [6:47]
6. 新たなる敵 [4:57]
7. 追跡は冒険のはじまり [4:56]
8. 月は見ている [5:08]
9. 悲しみを勇気に変えて [5:30]
10. 好きと言って（歌：石田よう子） [4:37]

## 美少女戦士セーラームーンR ミュージックコレクション
『美少女戦士セーラームーンR ミュージックコレクション』（びしょうじょせんしセーラームーンR ミュージックコレクション）は、劇場用アニメーション『劇場版美少女戦士セーラームーンR』のサウンドトラック。1993年12月21日に日本コロムビアより発売された。全15曲を収録。
- 有澤孝紀が劇場用アニメーション『劇場版美少女戦士セーラームーンR』の劇伴作曲を担当し、全13曲音楽に収録されている。
- エンディングテーマ主題歌「Moon Revenge」とイメージソング「I am セーラームーン」も収録。
- カバーイラスト：只野和子

曲目リスト
1. プロローグ [1:32]
2. Moon Revenge（歌：三石琴乃・久川綾・富沢美智恵・篠原恵美・深見梨加） [4:02]
3. 紅い髪の少年 [2:21]
4. 植物園のハプニング!〜侵略の予兆 [3:46]
5. 妖花魔グリシナ [3:01]
6. メイクアップ! [3:14]
7. 燃える美少女戦士 [2:33]
8. タキシード仮面登場〜衛とフィオレ [2:22]
9. セーラー・テレポート! [1:56]
10. 追想のフィオレ [3:32]
11. 花迷宮の死闘 [2:15]
12. 激突! セーラームーンVSフィオレ [4:43]
13. 生命燃やして...... [3:09]
14. 復活のセレナーデ [1:33]
15. I am セーラームーン（歌：三石琴乃・久川綾・富沢美智恵・篠原恵美・深見梨加） [4:57]

## 美少女戦士セーラームーンR -Symphonic Poem-
『美少女戦士セーラームーンR -Symphonic Poem-』（-交響詩、シンフォニック・ポエム）は、テレビアニメ『美少女戦士セーラームーンR』を題材とした交響詩。1994年4月1日に日本コロムビアより発売された。全8曲。
- 作曲：渡辺俊幸(Tr1、3、4、6、7)、編曲：渡辺俊幸、演奏：シティ・オブ・ロンドン・シンフォニア、指揮：リチャード・ピットマン
- カバーイラストは只野和子

曲目リスト
1. 序曲：ファンタジア 〜守護星の輝き〜 [5:52]
2. 誕生 〜ムーンプリズムパワー・メイクアップ!〜 [5:36]
  - 使用楽曲：乙女のポリシー、ムーンライト伝説
3. 出会い 〜可憐な乙女と不思議な猫〜 [4:51]
4. 闇の陰謀 〜エナジーハンターの罠〜 [6:50]
5. 美少女戦士七変化 〜華麗に舞うセーラー戦士達〜 [6:37]
  - 使用楽曲：I am セーラームーン、聖・炎・愛~Fire Soul Love~、同じ涙を分け合って、STARLIGHTにキスして、ルート・ヴィーナス
6. 恋の呪文 〜夢見る少女とバラ色の誘惑〜 [6:26]
7. ロマンス 〜星降る夜のときめき〜 [5:33]
8. 終曲：未来 〜悲しみと決意 ファイナルバトルへ〜 [6:23]
  - 使用楽曲：Moon Revenge、愛の戦士

## 美少女戦士セーラームーンS 音楽集
『美少女戦士セーラームーンS 音楽集』（びしょうじょせんしセーラームーンスーパー おんがくしゅう）は、テレビアニメ『美少女戦士セーラームーンS』のサウンドトラック。1994年6月21日に日本コロムビアより発売された。全15曲に収録。
『美少女戦士セーラームーンS』の劇伴全15曲が収録されている。ブックレット構成・解説はクマさん。
曲目リスト
1. 聖杯、救世主……神秘なる世界 [2:00]
2. サブタイトル [0.13]
3. 朝の並木道 [4:11]
4. デスバスターズの野望 [3:16]
5. 天王はるかと海王みちる [2:26]
6. 恋する乙女はとまらない! [5:02]
7. ダイモーン出現 [4:41]
8. アイキャッチ [0:15]
9. 奪われた純粋な心の結晶 [3:12]
10. 戦士の宿命…… [4:42]
11. 変身! セーラー戦士 [4:31]
12. ウラヌス、そして、ネプチューン [5:41]
13. The Pretty Soldiers' Big War! [4:23]
14. 愛の奇跡 [2:07]
15. 来週も見てネ! [0:32]

## 美少女戦士セーラームーン Music Fantasy
『美少女戦士セーラームーン Music Fantasy』（-ミュージック・ファンタジー）は、テレビアニメ『美少女戦士セーラームーン』のサウンドトラック。1994年7月1日に日本コロムビアより発売された。
テレビアニメ『美少女戦士セーラームーン』・『美少女戦士セーラームーンR』・『美少女戦士セーラームーンS』のBGMを用いて1枚のアルバムに仕上げている。『美少女戦士セーラームーンS』のエンディングテーマ「タキシード・ミラージュ」のカラオケ・バージョンも収録。
曲目リスト
1. オーバチュア 〜ムーンハートシークエンス〜 [4:13]
作詞：幾原邦彦、HANA、作曲：有澤孝紀、編曲：有澤孝紀、歌：広谷順子
2. メイクアップ! セーラームーン [4:16]
3. セーラーイリュージョン [4:39]
4. ナイト・オブ・タキシード [3:55]
5. ランデブー [4:48]
6. エナジー・ハンター [5:25]
7. ニュー・ウェイブ・ヒロインズ 〜ウラヌス、ネプチューン、プルート〜 [3:39]
8. 聖杯 [4:50]
9. タキシード・ミラージュ [4:21]
作曲：小坂明子、編曲：有澤孝紀
10. フィナーレ 〜ダンシング・イン・ザ・ムーンライト〜 [5:14]
使用曲：「ムーンライト伝説」・「乙女のポリシー」・「Moon Revenge」・「プリンセス・ムーン」

## 美少女戦士セーラームーン ブラスファンタジー
『美少女戦士セーラームーン ブラスファンタジー』（びしょうじょ-）は、テレビアニメ『美少女戦士セーラームーン』・『美少女戦士セーラームーンR』・『美少女戦士セーラームーンS』のブラスアレンジアルバム集。1994年9月21日に日本コロムビアより発売された。
テレビアニメ『美少女戦士セーラームーン』・『美少女戦士セーラームーンR』・『美少女戦士セーラームーンS』の一部主題歌・イメージソングのブラスアレンジ・バージョン全9曲に収録。劇場版の主題歌「Moon Revenge」とPCゲームの主題歌「恋する乙女は負けない」をブラスアレンジ・バージョンに編曲してある。編曲を外山和彦が、演奏をK.T.& THE MOONLIGHT BANDが担当している。
収録曲
1. ムーンライト伝説 [6:23] 
作曲：小諸鉄也
2. STARLIGHTにキスして [4:59] 
作曲：清岡千穂
3. Moon Revenge [4:59] 
作曲：小坂明子
4. 乙女のポリシー [5:00] 
作曲：永井誠
5. 恋する乙女は負けない [6:00] 
作曲：つのごうじ、
（「愛の戦士」が一部使用されている。作曲：樫原伸彦）
6. 聖・炎・愛〜Fire Soul Love〜 [3:18] 
作曲：樫原伸彦
7. 愛はエナジー [5:41] 
作曲：永井誠
8. I am セーラームーン [6:17] 
作曲：永井誠
9. タキシード･ミラージュ [5:23] 
作曲：小坂明子

## 美少女戦士セーラームーンS ミュージックコレクション
『美少女戦士セーラームーンS ミュージックコレクション』は、95正月劇場用アニメーション『劇場版美少女戦士セーラームーンS』のサウンドトラック。1994年12月21日に日本コロムビアより発売された。全12曲に収録。
1995年正月劇場用アニメーション『劇場版美少女戦士セーラームーンS』の劇伴全10曲が収録されている。エンディングテーマ主題歌「Moonlight Destiny」とイメージソング「セーラーチームのテーマ」も収録。カバーイラストは伊藤郁子。
曲目リスト
1. 邪悪 [2:14]
2. ルナ [3:34]
3. 翔 [3:34]
4. うさぎ [2:50]
5. 胸騒ぎ [3:42]
6. スノーダンサー襲来 [6:07]
7. 変身 [1:54]
8. 戦闘 [3:22]
9. 愛と友情の力 [2:43]
10. 愛のメッセージ [3:32]
11. Moonlight Destiny（歌：朝川ひろこ） [5:58]
12. セーラーチームのテーマ（歌：朝川ひろこ） [3:55]

## 美少女戦士セーラームーンS ミュージックファンタジー
『美少女戦士セーラームーンS ミュージックファンタジー』は、テレビアニメ『美少女戦士セーラームーンS』のサウンドトラック。1995年2月21日に日本コロムビアより発売された。
テレビアニメ『美少女戦士セーラームーンS』の劇伴8曲に加え、主題歌の「ムーンライト伝説」と朝川ひろこ歌うイメージソング「Fly me to the Moon」マキシ・バージョンも収録。
曲目リスト
1. ムーンライト伝説（Instrumental） [3:30]
2. Fly me to the Moon（歌：朝川ひろこ） [3:30]
3. ウラヌス. ネプチューン [4:38]
4. ランデブー [4:52]
5. ちびうさ変身 [2:58]
6. うさぎ [3:44]
7. ピュアな心 [4:02]
8. 正義の戦い [3:31]
9. 悪の戦い [4:05]
10. ちびムーン [4:40]

## 美少女戦士セーラームーンSuperS -音楽集-
『美少女戦士セーラームーンSuperS -音楽集-』（-おんがくしゅう）は、テレビアニメ『美少女戦士セーラームーンSuperS』のサウンドトラック。1995年9月1日に日本コロムビアより発売された。全17曲を収録。
有澤孝紀、井上望が作曲を担当したテレビアニメ『美少女戦士セーラームーンSuperS』の劇伴全15曲に加え、オープニングテーマ主題歌「ムーンライト伝説」とエンディングテーマ主題歌「“らしく”いきましょ」も収録。
曲目リスト
1. ムーンライト伝説（歌：ムーンリップス） [2:54]
2. サブタイトル [0:12]
3. 夢で見た水晶の森 [4:39]
4. セーラー戦士の優雅な放課後 [5:39]
5. 大人達の憂鬱 [4:13]
6. 怪人達のサーカス団 [5:14]
7. アマゾンBAR [3:32]
8. ちびうさのロマンス [3:06]
9. アイキャッチ [0:14]
10. アマゾントリオの罠 [4:51]
11. 美しい夢の鏡 [4:37]
12. セーラー戦士新たなる飛翔 [5:27]
13. ダブル変身! ムーン&ちびムーン [2:24]
14. ムーンゴージャスメディテイション! [3:18]
15. いつか、そんな“私たち”になりたい [3:48]
16. それじゃあ、また来週ネ [0:33]
17. “らしく”いきましょ（歌：Meu） [3:32]

## 美少女戦士セーラームーンSuperS Piano Fantasia
『美少女戦士セーラームーンSuperS Piano Fantasia』（-ピアノ・ファンタジア）は、テレビアニメ『美少女戦士セーラームーンSuperS』のサウンドトラック・ピアノ曲集。1995年9月21日に日本コロムビアより発売された。全12曲を収録。ピアノ演奏は中西康晴と有澤孝紀。有澤は編曲も行っている。
有澤孝紀テレビアニメ『美少女戦士セーラームーン』・『美少女戦士セーラームーンR』・『美少女戦士セーラームーンS』・『美少女戦士セーラームーンSuperS』の劇伴作曲を担当した300余曲のBGMの中から、特に印象的な音楽を集めピアノ曲集アルバム。ピアノ曲としてに収録した10曲に加え、メロディー練習曲も2曲収録されている。
曲目リスト
1. ムーンライト伝説 [3:13]
2. うさぎちゃんがやってきた [4:01]
3. サーカス団の悪だくみ [4:09]
4. セーラー戦士 ファンタスティック・アクション [4:40]
5. ウラヌス、ネプチューン、プルートのアクション・テーマ [4:39]
6. タキシード仮面 [3:56]
7. MY BLUE HEART [3:27]
8. ちびうさのテーマ [3:06]
9. 乙女のポリシー [3:49]
10. 宇宙駈けるペガサス [3:56]

- ボーナストラック メロディー練習曲

1. エチュード#1 ムーンライト伝説 [3:13]
2. エチュード#2 うさぎちゃんがやってきた [4:00]

## 美少女戦士セーラームーンSuperS Orgel Fantasia
『美少女戦士セーラームーンSuperS Orgel Fantasia』（-オルゴール・ファンタジア）は、テレビアニメ『美少女戦士セーラームーンSuperS』のサウンドトラック・オルゴール曲集。1995年9月21日に日本コロムビアより発売された。全13曲に収録。オルゴール演奏は中西康晴と有澤孝紀によるもので、有澤は編曲も担当している。
テレビアニメ『美少女戦士セーラームーン』・『美少女戦士セーラームーンR』・『美少女戦士セーラームーンS』・『美少女戦士セーラームーンSuperS』のイーメジソングの中から、特に印象的な楽曲を集めオルゴール演奏のアルバム曲集。全13曲が収録されている。
曲目リスト
1. ムーンライト伝説 [3:06]
2. HEART MOVING [2:52]
3. 乙女のポリシー [3:10]
4. 恋人にはなれないけど [3:04]
5. STARLIGHTにキスして [3:34]
6. 同じ涙を分け合って [3:31]
7. 愛の戦士 [3:15]
8. プリンセス・ムーン [3:39]
9. I am セーラームーン [3:28]
10. タキシード・ミラージュ [3:33]
11. ラ・ソウルジャー [3:38]
12. 私たちになりたくて [3:20]
13. エピローグ（ムーンライト伝説） [0:33]

## 美少女戦士セーラームーンSuperS ミュージックコレクション
『美少女戦士セーラームーンSuperS ミュージックコレクション』は、96正月劇場用アニメーション『美少女戦士セーラームーンSuperS セーラー9戦士集結!ブラック・ドリーム・ホールの奇跡』と『スペシャルプレゼント 亜美ちゃんの初恋 美少女戦士セーラームーンSuperS 外伝』のサウンドトラック。1995年12月21日に日本コロムビアより発売された。全16曲収録。
有澤孝紀が96正月劇場用アニメーション『ブラック・ドリーム・ホールの奇跡』と『亜美ちゃんの初恋』の劇伴作曲を担当し、全13曲が収録されている。『ブラック・ドリーム・ホールの奇跡』のオープニング主題歌「ムーンライト伝説」とエンディング主題歌「Morning Moonで会いましょう」に加え、『亜美ちゃんの初恋』のエンディング主題歌「“らしく”いきましょ」も収録。カバーイラストは伊藤郁子による。
曲目リスト
1. ムーンライト伝説（歌：ムーンリップス） [2:50]
2. 亜美ちゃんの朝 [1:26]
3. 可愛い企み [1:13]
4. 恐怖、危機、マーキュリー登場 [4:45]
5. 終曲 [1:28]
6. “らしく”いきましょ（歌：Meu） [3:30]
7. ふれあい〜ペルルのテーマ〜 [1:50]
8. ププランの笛と子供達 [2:25]
9. ボンボンベイビーの攻撃!! [0:55]
10. 変身と技 [2:49]
11. 城 [1:13]
12. バディヤーヌとブラック・ドリーム・ホール [2:48]
13. 命をかけて [2:20]
14. 愛の光 [3:45]
15. 家に帰ろう [1:51]
16. Morning Moonで会いましょう（歌：プリティキャスト） [4:28]

## 美少女戦士セーラームーン ミュージックコレクション Extra Version
『美少女戦士セーラームーン ミュージックコレクション Extra Version』（-エキストラ・ヴァージョン）は、テレビアニメ『美少女戦士セーラームーン』・『美少女戦士セーラームーンR』・『美少女戦士セーラームーンS』・『美少女戦士セーラームーンSuperS』の未収録音楽を寄せ集めたサウンドトラック。1996年6月21日に日本コロムビアより発売された。全26曲に収録。
有澤孝紀がテレビアニメ『美少女戦士セーラームーン』・『美少女戦士セーラームーンR』・『美少女戦士セーラームーンS』・『美少女戦士セーラームーンSuperS』の一部劇伴作曲を担当し、全24曲のBGMが収録されている。オープニングテーマ主題歌「ムーンライト伝説」と『美少女戦士セーラームーンS』のエンディングテーマ「タキシードミラージュ」のTVサイズも収録。
曲目リスト
1. ムーンライト伝説（歌：DALI） [1:25]

美少女戦士セーラームーン
1. アイキャッチ（コーラスなしヴァージョン） [0:14]
2. 変身 [0:43]
3. 感動と決意 [1:53]
4. 絶望と悪 [3:56]
5. 休息 [1:02]
6. ファンファーレ その他 [1:28]

美少女戦士セーラームーンR
1. アイキャッチ [0:29]
2. エンディングアレンジ 〜明るく元気にそしてロマンティックに〜 [3:24]
3. 変身と必殺技 [2:05]
4. うさぎのテーマ・葛藤・エイルのフルート [1:43]
5. 強い敵 [1:52]

美少女戦士セーラームーンS
1. オープニング・アレンジ 〜感動的そして不安な〜 [2:53]
2. エンディング・アレンジ 〜ノスタルジックそしてロマンティックに〜 [4:01]
3. 必殺技・戦士の宿命・敵の野望 [4:07]
4. やさしい情景 [5:22]
5. 緊張の情景と行動的なBGM [5:43]
6. みちるとはるか [2:19]
7. ブリッジと悲しみ [2:19]

美少女戦士セーラームーンSuperS
1. 予告 [0:31]
2. エンディング・アレンジ [1:56]
3. 敵とペガサスのテーマ [3:15]
4. 日常的BGM [10:00]
5. 戦闘的BGM [1:49]

ボーナストラック - 美少女戦士セーラームーン
1. ピンチ...そして、決意 [1:19]
2. タキシード・ミラージュ（TVサイズ） [1:33]

## 美少女戦士セーラームーン セーラースターズ ミュージックコレクション
『美少女戦士セーラームーン セーラースターズ ミュージックコレクション』は、テレビアニメ『美少女戦士セーラームーン セーラースターズ』のアニメサウンドトラック。1996年7月20日に日本コロムビアから発売された。
収録曲
1. エターナルセーラームーン [1:50]
2. セーラースターソング [3:52]
  - 作詞：武内直子／作曲：荒木将器／編曲：HΛL／歌：花沢加絵
  - テレビアニメ『美少女戦士セーラームーン セーラースターズ』オープニングテーマ
3. サブタイトル [0:10]
4. 5人は高校生 [5:19]
5. ネヘレニア復活 [4:20]
6. ほたるの予言 [1:41]
7. アイキャッチ [0:12]
8. ミラーパレドリー [4:58]
9. とらわれのセーラー戦士 [5:11]
10. プリンセスのために…… [3:44]
11. エターナルの愛 [3:20]
12. スリーライツ [3:52]
13. シャドウギャラクティカ [3:57]
14. ムーンエターナルメイクアップ! [1:56]
15. セーラースターライツ出現 [1:07]
16. 風も空もきっと… [4:44]
  - 作詞：上田知華／作曲：上田知華／編曲：小西貴雄／歌：観月ありさ
  - テレビアニメ『美少女戦士セーラームーン セーラースターズ』エンディングテーマ
17. 月の光は愛のメッセージ [0:30]

## 美少女戦士セーラームーン セーラースターズ ミュージックコレクション Vol.2
『美少女戦士セーラームーン セーラースターズ ミュージックコレクション Vol.2』は、テレビアニメ『美少女戦士セーラームーン セーラースターズ』の2ndアニメサウンドトラック。1996年8月21日に日本コロムビアから発売された。
スリーライツテーマ曲「とどかぬ想い」の原曲とスリーライツ変身音楽を含む全21トラック38曲が収録されている。作曲：有澤孝紀 [1、2〜15、18〜20]、荒木将器 [1、17、21]、上田知華 [16]、編曲：有澤孝紀 [1〜21]。
収録曲
- サウンド・トラック

1. 衛との別れ、そして…… [4:08]
  - 作曲：有澤孝紀(1:59)／作曲：荒木将器／編曲：有澤孝紀(2:07)「セーラースターソング」アレンジBGM
2. ボクたちの歌をきいて [3:52]
3. あの方はどこに…… [3:35]
4. 星野、大気、夜天 [3:51]
5. ギターソロ・コレクション [3:49]
6. 学園のアイドル [1:11]
7. 美奈子の野望♡ [2:00]
8. 銀河テレビの策略 [2:20]
9. スターシードをいただくわ [2:24]
10. 襲い来るファージ [2:58]
11. スターパワーメイクアップ! [1:57]
12. 華麗なるエターナルセーラームーン [2:53]
13. 究極の悪 [1:14]
14. 決意 [1:17]
15. 究極の愛 [2:24]
16. 平和 [2:05]
  - 作曲：上田知華／編曲：有澤孝紀「風も空もきっと…」アレンジBGM
17. 今日からまたフツーの高校生 [1:16]
  - 作曲：荒木将器／編曲：有澤孝紀「セーラースターソング」アレンジBGM

- ボーナス・トラック

1. スターパワーメイクアップ音楽 〜コーラスなし〜 [1:58]
2. ムーンエターナルメイクアップ音楽 〜コーラスなし〜 [0:40]
3. エターナルセーラームーン・アクション音楽 〜コーラスなし〜 [2:02]
4. 予告編音楽 〜15秒ヴァージョン〜 [0:17]
  - 作曲：荒木将器／編曲：有澤孝紀「セーラースターソング」アレンジBGM